# Dolichopus crassicosta
Dolichopus crassicosta är en tvåvingeart som beskrevs av Octave Parent 1926. Dolichopus crassicosta ingår i släktet Dolichopus och familjen styltflugor. Inga underarter finns listade i Catalogue of Life.